# Varaždinske Toplice
Varaždinske Toplice este un oraș în cantonul Varaždin, Croația, având o populație de 6.364 de locuitori (2011).

## Demografie
Componența etnică a orașului Varaždinske Toplice
     Croați (99,01%)
     Necunoscut (0,08%)
     Neclasificat (0,61%)
Componența confesională a orașului Varaždinske Toplice
     Catolici (96,04%)
     Fără religie și atei (1,49%)
     Necunoscută (1,24%)
     Alte religii (1,23%)
Conform recensământului din 2011, orașul Varaždinske Toplice avea 6.364 de locuitori. Din punct de vedere etnic, majoritatea locuitorilor (99,01%) erau croați. Apartenența etnică nu este cunoscută în cazul a 0,08% din locuitori. Din punct de vedere confesional, majoritatea locuitorilor (96,04%) erau catolici, cu o minoritate de persoane fără religie și atei (1,49%). Pentru 1,24% din locuitori nu este cunoscută apartenența confesională.